# René Portocarrero
René Portocarrero (La Havane, 24 février 1912 - 7 avril 1985) est un peintre cubain

## Biographie
Né dans un quartier de La Havane, il suit des cours à l'Académie d'arts plastiques San Alejandro. Il expose pour la première fois en 1934 eu Lyceum de La Havane. Il travaille plus tard dans l'atelier livre pour les peintres et sculpteurs de la capitale, de même que le peintre et céramiste Mariano Rodríguez (1912-1990). Proche d'un groupe de poète, le grupo de Orígenes, il publie des dessins dans des revues littéraires comme Verbum, Espuela de Plata et Orígenes. Il publie deux livres : Las máscaras (1935) et El sueño (1939). Il était lié à l'écrivain José Lezama Lima, qui a écrit plusieurs textes sur l'œuvre de Portocarrero.
En 1943 il enseigne le dessin à la prison de La Havane, où il peint une fresque sur un sujet religieux. Il entame des cycles d'œuvres intitulés Interiores del Cerro, Festines et Figuras para una mitología contemporánea.
Sa peinture est influencée par plusieurs de ses compatriotes, comme Amelia Peláez, Carlos Enríquez et Wifredo Lam.
En 1944 il expose aux États-Unis, à la Julien Levy Gallery et au Museum of Modern Art à New York, qui conserve plusieurs de ses œuvres. Il s'intéresse ensuite aux fêtes populaires, auxquelles il consacre une série réalisée au pastel. Vers 1950 il commence à travailler à la décoration de pièces de céramique, au Taller Experimental de Santiago de Las Vegas. Avec cette technique, il mène à bien une fresque de grandes dimensions intitulée Historia de las Antillas, pour l'hôtel Habana Hilton (aujourd'hui Habana Libre).
En 1951 il reçoit le prix national de peinture pour son tableau Homenaje a Trinidad, actuellement au Musée national des Beaux-Arts (Cuba), qui marque le début d'une série de paysages inspirés par la capitale cubaine, Paisajes de La Habana.
En 1962, il inaugure l'exposition Color de Cuba, sur des thèmes de la santería, la religion afro-cubaine. Le carnaval cubain est le sujet de ses séries de toiles Carnavales (1970-1970).
Il participe à la Biennale de São Paulo en 1957 et 1963, et à la Biennale de Venise en 1952 y 1966.
Portocarrero vivait ouvertement en relation de couple avec un autre peintre, Raúl Milián, pendant des dizaines d'années.

## Récompenses
- Premio Internacional Sambra, otorgado durante la Bienal de São Paulo de 1963[1]
- Orden Félix Varela de la República de Cuba, en 1981[8]
- Águila Azteca, máxima condecoración concedida por la República Mexicana (1982)